# ألويسيوس شوارتز
ألويسيوس شوارتز (بالإنجليزية: Aloysius Schwartz) هو كاهن كاثوليكي أمريكي، ولد في 18 سبتمبر 1930 في واشنطن العاصمة في الولايات المتحدة، وتوفي في 16 مارس 1992 في مانيلا في الفلبين.